# Alto de l'Angliru
L'Alto de l'Angliru est un col situé dans la région des Asturies (Nord-Ouest de l'Espagne). L'ascension est notamment réputée pour être une des plus difficiles au monde. Elle fait partie des cinq ascensions les plus dures empruntées par les cyclistes professionnels avec le col du Mortirolo, le Plan de Corones, le Monte Zoncolan (Italie) et le Kitzbüheler Horn (Autriche).

## Caractéristiques
- Altitude : 1 570 m
- Versant nord par Santa Eulalia : 17,7 km à 7,9 %
- Versant est par La Vega : 12,5 km à 10,1 %

## Situation géographique
L'Alto de l'Angliru (1 570 m) est situé dans la sierra del Aramo, dont le point culminant est le Gamoniteiro (1 791 m), au cœur de la région des Asturies, près de la ville d'Oviedo. La montée s'effectue par les villages de La Vega, de Santa Eulalia ou de Grandiella. À l'origine, cette ascension n'était qu'un chemin emprunté par les agriculteurs de la région, un chemin dit « d'âne ». Elle a été ensuite bitumée pour accueillir des étapes du Tour d'Espagne, la première fois en 1999.

## Profil
Depuis Santa Eulalia, la montée est longue de 17 kilomètres à plus de 7 % de moyenne. Les 10 premiers kilomètres sont très irréguliers mais on trouve déjà des passages difficiles variant de 11 à 18 %. En revanche, l'ascension est un peu plus courte depuis La Vega avec 13 kilomètres à 10 %, tout de même. Si les premiers contreforts de l'Angliru sont assez durs mais pas insurmontables, le calvaire est constitué par les sept derniers kilomètres de l'ascension, après le passage au lieu-dit La Via Para.
On retrouve, dès lors, dans des pentes très abruptes avec un passage à 22 % sur 150 mètres aux Curves de Les Cabanes. Il y a ensuite ce qu'on peut appeler un replat à 9 % avant de prendre un virage à droite au passage de Lagos (14,5 % sur 100 mètres). Les quatre derniers kilomètres sont les plus effrayants de l'ascension puisque la pente repasse la barre des 20 % au virage Los Picones puis 21 % à celui de Los Cobayos. La pente maximale est atteinte au lieu-dit La Cueña les Cabres : 23,5 %. La souffrance n'est pas finie. La pente reste au-dessus de 15 % jusque dans les 500 derniers mètres de l'Angliru : 21,5 % à El Aviru et 20 % à Los Piedrusines. Avant le dernier demi-kilomètre à un peu plus de 5 % de moyenne.
Cette ascension est classée espécial (ESP), l'équivalent du hors catégorie (HC) en France.

## Sports

### Historique
Découvert par les organisateurs de la Vuelta en 1997, l'Alto de l'Angliru est incorporé au Tour d'Espagne deux ans plus tard mais il suscite bien évidemment la controverse pour ses pentes vertigineuses et sa route quasi impraticable à l'époque. La chaussée sera, de fait, goudronnée pour les besoins de la course. De plus, les scandales de dopage (affaire Festina) incitent les organisateurs des trois grands Tours à revoir à la baisse la difficulté des parcours proposés. L'Angliru déroge donc à la règle.
Trois arrivées d'étape ont été jugées à l'issue de la petite descente qui suit le sommet de l'Angliru. Si depuis cette date, cette montée est devenue un classique du Tour d'Espagne (trois ascensions en quatre ans), le col n'a plus été emprunté entre 2002 et 2008. L'édition 2002 a vu la montée s'effectuer sous une pluie battante. Devant l'étonnant spectacle d'un David Millar chutant deux fois, en raison notamment de l'étroitesse de la route (il quitte d'ailleurs la course le soir même en signe de protestation), ou encore celui de nombreux coureurs quasiment arrêtés dans les pourcentages les plus élevés et devant être poussés par des spectateurs afin de se relancer, le peloton proteste contre la programmation d'une telle ascension au parcours du Tour d'Espagne. Les coureurs ont cependant à nouveau escaladé ce col durant le Tour d'Espagne 2008, à l'arrivée de la 13e étape ; Alberto Contador s'impose devant Alejandro Valverde et Joaquim Rodríguez lors de l'étape reine faisant des écarts considérables entre les leaders.
Le record de l'ascension est détenu depuis 2000 par Roberto Heras en 41 minutes 55 secondes.

### Arrivées duTour d'Espagne
| Édition | Étape                                                      | Vainqueur de l'étape |
| ------- | ---------------------------------------------------------- | -------------------- |
| 1999    | 8e étape (León - Alto de l'Angliru)                        | José María Jiménez   |
| 2000    | 16e étape (Oviedo - Alto de l'Angliru)                     | Gilberto Simoni      |
| 2002    | 15e étape (Gijón - Alto de l'Angliru)                      | Roberto Heras        |
| 2008    | 13e étape (San Vicente de la Barquera - Alto de l'Angliru) | Alberto Contador     |
| 2011    | 15e étape (Avilés - Alto de l'Angliru)                     | Wout Poels           |
| 2013    | 20e étape (Avilés - Alto de l'Angliru)                     | Kenny Elissonde      |
| 2017    | 20e étape (Corvera de Asturias - Alto de l'Angliru)        | Alberto Contador     |
| 2020    | 12e étape (La Pola Llaviana - Alto de l'Angliru)           | Hugh Carthy          |
| 2023    | 17e étape (Ribadesella/Ribeseya - Alto de l'Angliru)       | Primož Roglič        |
| 2025    | 13e étape (Cabezón de la Sal - Alto de l'Angliru)          |                      |